# مولان (کلیبر)
مولان یکی از روستاهای استان آذربایجان شرقی است که در دهستان مولان بخش مرکزی شهرستان کلیبر واقع شده‌است. این دهستان در 20 کیلومتری جمهوری آذربایجان و قره باغ واقع شده است. فاصله تقریبی مولان تا شهرستان کلیبر 40 کیلومتر و شهرستان اهر 100 کیلومتر و مرکز استان یعنی تبریز 200 کیلومتر است.